# Carnago
Carnago é uma comuna italiana da região da Lombardia, província de Varese, com cerca de 5.642 habitantes. Estende-se por uma área de 6 km², tendo uma densidade populacional de 940 hab/km². Faz fronteira com Cairate, Caronno Varesino, Cassano Magnago, Castelseprio, Gornate-Olona, Oggiona con Santo Stefano, Solbiate Arno.

## Demografia
| Variação demográfica do município entre 1861 e 2011                               |
|                                                                                   |
| Fonte: Istituto Nazionale di Statistica (ISTAT) - Elaboração gráfica da Wikipedia |